# 嶺貞子
嶺 貞子（みね さだこ、1936年〈昭和11年〉5月4日 - 2018年〈平成30年〉10月13日）は、日本の音楽家。声楽家（ソプラノ）、オペラ歌手、音楽教育者。イタリア古典歌曲の権威。イタリア歌曲の第一人者であった。本名は峰村貞子。

## 略歴
長野県下水内郡飯山町（現: 飯山市）出身。長野県飯山北高等学校を経て、東京藝術大学声楽科卒業。同学大学院独唱科修了。在学中に安宅賞、野村学芸財団あらえびす賞受賞。長坂好子に師事。1970年（昭和45年）よりイタリア、スペイン、西ドイツ、イギリスなどに留学し、キジアーナ音楽院（イタリア、シエーナ）歌曲コースディプロマ取得。ハイドンのオラトリオ『天地創造』の独唱者としてデビュー。以来、宗教曲を主要オーケストラと共演し、室内合奏団とのバロックや古典派声楽曲の公演を多く務めた。リサイタルでは本邦初演を含む古典から現代までのイタリア歌曲を中心に、イタリア歌曲の第一人者として活動した。
オペラにおいてもイタリア語の古典歌劇を中心に73歳までステージに立っている。
教育活動においては、1973年（昭和48年）愛知県立芸術大学、お茶の水女子大学などの講師を経て、1974年（昭和49年）東京藝術大学講師、のち教授。2004年（平成16年）から名誉教授。聖徳大学音楽学部では客員教授として活動をしていた。
元二期会幹事、二期会ではイタリア歌曲研究会代表を務めていた。日本声楽アカデミー会員、日本音楽コンクール等の審査員。日本ロッシーニ協会会員。日伊の文化交流にも貢献した。日伊声楽コンコルソの特別賞として「歌曲賞（岡部多喜子・嶺貞子賞）」が設けられている。
2018年（平成30年）10月13日に慢性腎不全のため死去。82歳没。死去時、飯山市名誉市民。
2019年（令和元年）9月8日には故郷の飯山市で「嶺貞子さんを偲ぶ音楽会&チャペルコンサート」開催。門下生が出演した。出演者は行天祥晃、佐竹由美、原田泉、山﨑岩男。ピアノは三ツ石潤司。
2020年（令和2年）1月23日に東京文化会館小ホールにおいて、門下生による「嶺貞子先生 追悼コンサート」が開催された。出演者は以下の通り。飯島香織、井上充代、岩見真佐子、王真紀、大屋省子、岡里美幸、黒木真弓、作山玲子、佐竹由美、清水順子、鈴木江美、五月女智恵、武井愛、竹之内淳子、中山眞理子、間瀬田紗代、松永知子、牟田紀子、本岩潤子、柳沢亜紀、辻裕久、本岩孝之、薮内俊弥。ピアノは多田聡子、山岸茂人。
他の門下生も数多く、西村文乃、越後桂、背戸裕子、高島敦子、川村純子、西松亜紀子、藤田理恵、小野壽子、大井手浩子、山田広美、秋永佳世、栗原未和、淡野桃子、小坂井直美、吉川みちる、林望、土屋広次郎、及川響子、宮本まゆみ、川上明里子、味蓼志穂里、髙橋喜久子、早坂知子、横内桂子、蓼原道子、阿部ゆう子、鳥井俊之、成田淳子、篠原里佳、奧田昌世、藤田理恵、角南有紀、吉田由衣、丹羽理英子、原雅巳、井上素子、濱野織、水ノ江友吏子、柚木たまみ、酒井あゆみ、大隅智佳子、背戸裕子、林満理子、小針絢子、大澤希佳、川村純子、戸邉祐子、東由子、花嶋千香代、兎束康雄、淡野太郎、SONOCO、渡辺愛、納谷知佐、五月女智恵、金沢貴恵、中巻寛子、原田和代、間瀬田紗代などがいる。

## 主な受賞歴
- 安宅賞[2]
- 野村学芸財団あらえびす賞[2]
- 1962年（昭和37年） 第31回毎日音楽コンクール声楽部門第1位[71]
- 1985年度（昭和60年度） 文化庁芸術祭賞[71]
- 1998年（平成10年） 第2回大宮真琴音楽賞[71]
- 2005年（平成17年）10月 イタリア共和国大統領より「イタリアの連帯の星コンメンダトーレ勲章」[71]
- 2008年度（平成20年度）第15回信毎賞[72]

## 著書
- イタリアのオペラと歌曲を知る12章 東京堂出版 2009 ISBN 9784490206609

## ディスコグラフィー
- CD イタリア近代歌曲 1995
- CD CONCONE 25 LESSONS OP.10 MEDIUM VOICE/コンコーネ25番（中声用） 2002
- CD イタリア古典歌曲集 1 2006
- CD イタリア古典歌曲集 2 2006
- CD イタリア近代歌曲集 1 2006
- CD イタリア近代歌曲集 2 2006
- CD スカルラッティ: アリア集 2008
- CD 舞踏への誘い 2013
- CD カンポガッリアーニ/幻の城 2013
- CD ファヴァレット/アリアンナの嘆き 2014
- CD モーツァルト: アリア集 2015
- CD 嶺貞子 イタリア・スペインを歌う 2016